# Euptychia pseudopephredo
Euptychia pseudopephredo är en fjärilsart som beskrevs av Ralph L. Chermock 1947. Euptychia pseudopephredo ingår i släktet Euptychia och familjen praktfjärilar. Inga underarter finns listade i Catalogue of Life.